# Angulus ridet

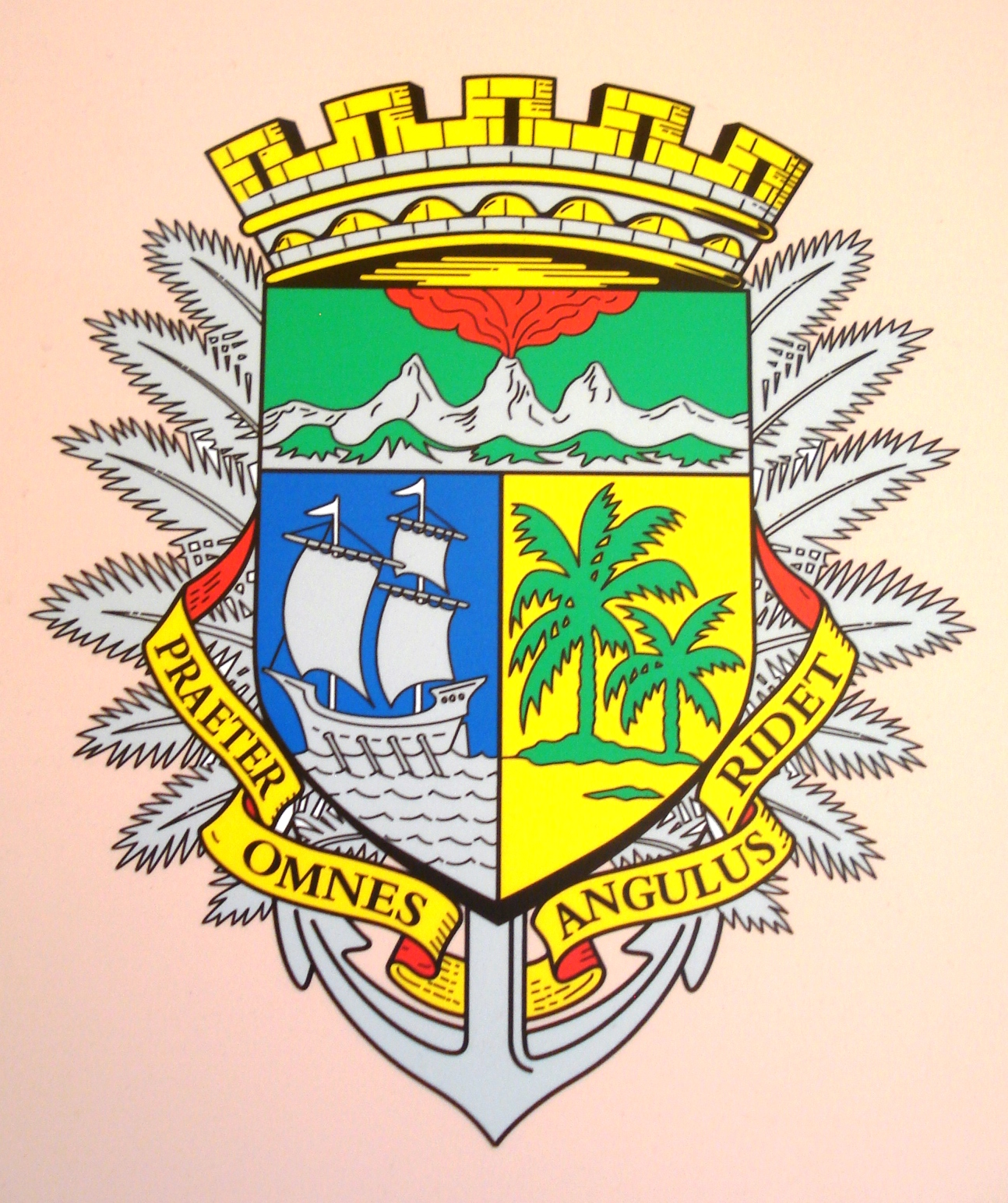
Praeter omnes angulus ridet im Wappen von St. Denis de la Réunion

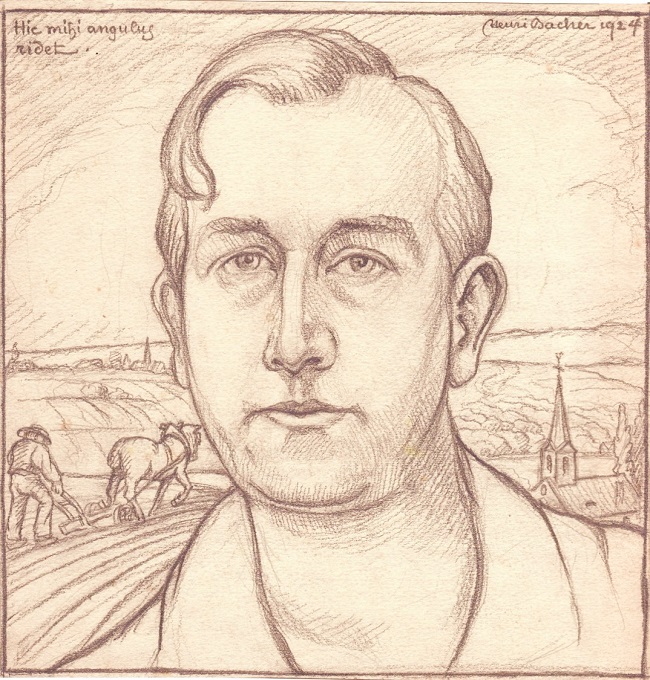
Henri Bacher (1890–1934), Maler aus Lothringen, Selbstporträt, Hic mihi angulus ridet (Hier lacht mir [jeder] Winkel, 1924)

Der lateinische Ausdruck angulus ridet  bedeutet frei übersetzt, dass diese Ecke des Landes mich glücklich macht (Horaz, Oden, Il, 6, 13). 
Der vollständige Satz lautet: Ille terrarum mihi praeter omnes angulus ridet (Horaz, Oden, Il, 6, 13–14): Lacht mir doch kein Winkel der Welt wie dieser. 
Der Ausdruck beschreibt die kleinen und anmutigen Dinge, die abgelegenen Orte, an denen man fern vom Chaos Glück findet.